# Concordia-Polka
Die Concordia-Polka ist eine Polka mazur von Johann Strauss (Sohn) (op. 206). Das Werk wurde am 10. Februar 1858 im Redouten-Saal der Wiener Hofburg erstmals aufgeführt.

## Einzelnachweis
1. ↑  Quelle: Englische Version des Booklets (Seiten 76–77) in der 52 CDs umfassenden Gesamtausgabe der Orchesterwerke von Johann Strauß (Sohn), Hrsg. Naxos (Label). Das Werk ist als fünfter Titel auf der 28. CD zu hören.